# Yelena Zadorozhnaya
Ielena Anatolievna Zadorojnaïa (russe : Елена Анатольевна Задорожная et anglais : Yelena Zadorozhnaya, née le 3 décembre 1977 à Oust-Kout) est une athlète russe spécialiste des courses de fond.

## Carrière
En 2001, Ielena Zadorojnaïa remporte la médaille de bronze du 3 000 mètres lors des Championnats du monde en salle de Lisbonne, puis se classe sixième du 5 000 mètres des Championnats du monde d'Edmonton. L'année suivante, la Russe monte sur la troisième marche du podium des Championnats d'Europe de Munich où elle s'incline sur 5 000 m face à l'Espagnole Marta Dominguez et à l'Irlandaise Sonia O'Sullivan. En fin de saison 2002, elle remporte le 1 500 mètres de la Finale du Grand Prix se déroulant au Stade Charlety de Paris. Quatrième du 5 000 m lors des Championnats du monde 2003 puis lors des Jeux olympiques de 2004, Ielena Zadorojnaïa s'illustre durant la Finale mondiale de l'athlétisme 2004 en se classant deuxième du 3 000 m et troisième du 1 500 m. Elle décide de mettre un terme à sa carrière à l'issue de la saison 2005. Mais la Russe revient sur sa décision en 2008 en faisant son retour sur les pistes. Elle ne parvient pas à se qualifier pour les Jeux olympiques de Pékin.
En 2010, Zadorojnaïa remporte l'épreuve du 3 000 m des Championnats d'Europe par équipes de Bergen et permet à l'équipe de Russie d'occuper la première place du classement général.

## Records personnels
- 800 m - 2 min 02 s 31 (1999)
- 1 500 m - 3 min 59 s 94 min (2002)
- Mile - 4 min 21 s 57 (2004)
- 3 000 m - 8 min 25 s 40 (2001)
- 5 000 m - 14 min 40 s 47 (2001)
- 3 000 m steeple - 9 min 32 s 41 (2005)